# Les Grandes Conjurations
Les Grandes Conjurations est une série télévisée française en 6 épisodes indépendants les uns des autres qui retrace différentes grandes conjurations de l'histoire européenne. Cette série a été diffusée à partir du 29 septembre 1978 sur FR3.
Épisodes
1. Le Connétable de Bourbon
2. Le Tumulte d'Amboise
3. La Guerre des trois Henri
4. L'Attentat de la rue Saint-Nicaise
5. Les Fantômes du Palais d'Hiver
6. Le Coup d'État du 2 décembre